# Chrysopilus egregius
Chrysopilus egregius är en tvåvingeart som beskrevs av Meijere 1919. Chrysopilus egregius ingår i släktet Chrysopilus och familjen snäppflugor. Inga underarter finns listade i Catalogue of Life.